# Gia Tử Hà
Gia Tử Hà (chữ Hán giản thể: 茄子河区, âm Hán Việt: Gia Tử Hà khu) là một quận thuộc địa cấp thị Thất Đài Hà, tỉnh Hắc Long Giang, Cộng hòa Nhân dân Trung Hoa. Già Tử Hà có diện tích 1560 km², dân số 140.000 người. Mã số bưu chính là 154622. Quận Gia Tử Hà được chia thành 5 nhai đạo, 2 trấn, 2 hương. 
- Nhai đạo biện sự xứ: Tân Phú, Đông Phong, Phú Cường, Hướng Dương, Long Hồ.
- Trấn: Gia Tử Hà, Hoành Vĩ.
- Hương: Thiết Sơn, Trung tâm Hà.